# Milton Friedman

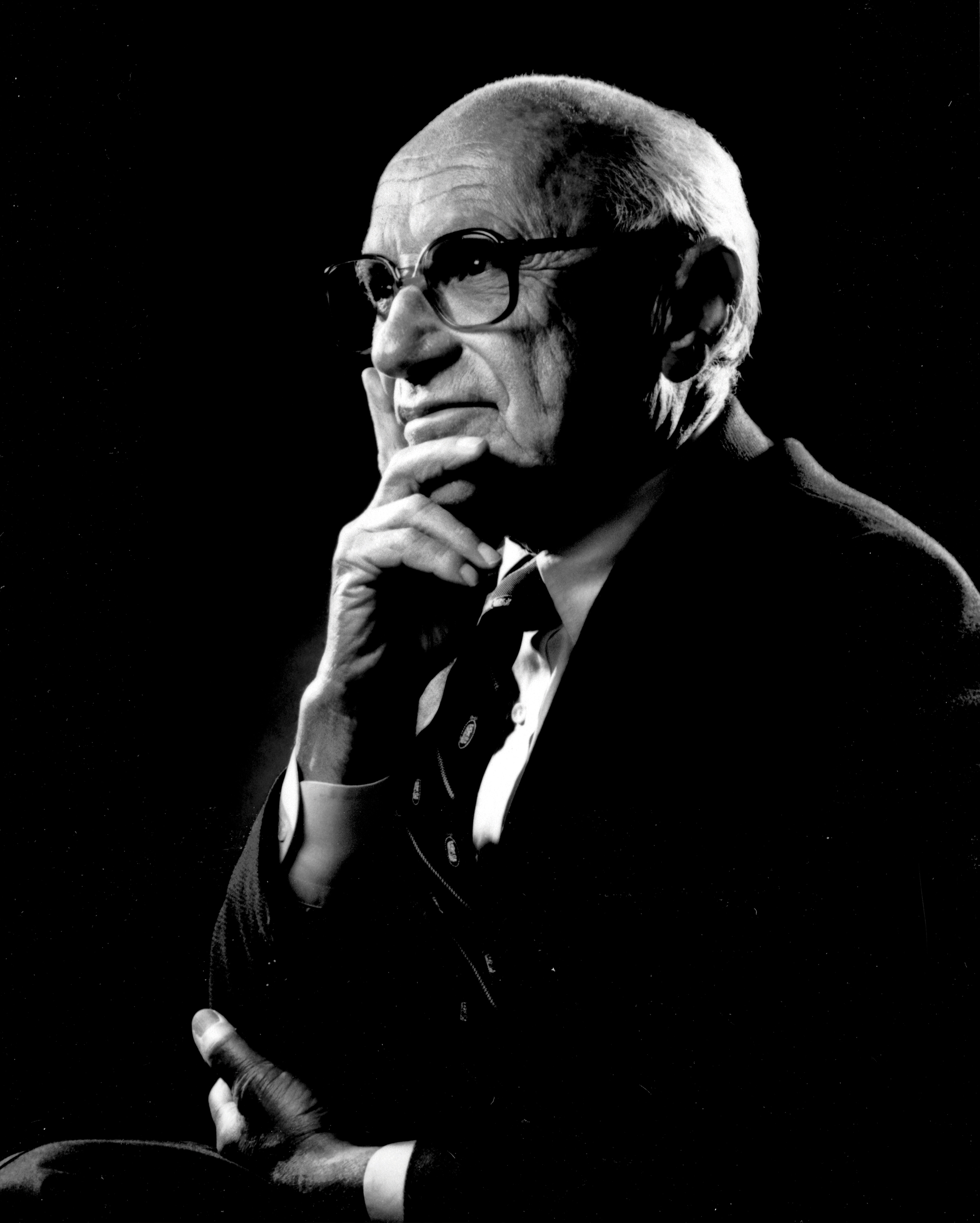
Milton Friedman (2004)

Milton Friedman (* 31. Juli 1912 in Brooklyn, New York City; † 16. November 2006 in San Francisco) war ein US-amerikanischer Wirtschaftswissenschaftler, der fundamentale Arbeiten auf den Gebieten der Makroökonomie, der Mikroökonomie, der Wirtschaftsgeschichte und der Statistik verfasste. Er erhielt 1976 den Alfred-Nobel-Gedächtnispreis für Wirtschaftswissenschaften für seine Leistungen auf dem Gebiet der Analyse des Konsums, der Geschichte und der Theorie des Geldes und für seine Demonstration der Komplexität der Stabilitätspolitik.
Zusammen mit George Stigler und anderen gilt Friedman als einer der intellektuellen Anführer der Chicago School of Economics, einer neoklassischen ökonomischen Schule, die den Keynesianismus zugunsten des Monetarismus ablehnte. Ab den 1970er Jahren gelangte die Neue Klassische Makroökonomik ins Zentrum der Schule, die stark auf das Konzept rationaler Erwartungen zurückgriff. Zu Friedmans Schülern zählen führende Ökonomen wie Gary Becker, Robert Fogel und Thomas Sowell.
Friedman begann seine wissenschaftliche Arbeit mit der Kritik einer in seinen Augen „naiven Interpretation der Keynes’schen Theorie“. Dies zeigte sich bereits in seiner Reinterpretation der Konsumfunktion in den 1950ern. Während der 1960er Jahre wurde er einer der Hauptgegner der keynesianischen staatlichen Politik. Er beschrieb sein Vorgehen einmal als „das Ausnutzen der keynesischen Sprache und des theoretischen Apparates“, jedoch mit dem Ziel, die üblichen Schlussfolgerungen der Theorie zu kritisieren. Friedman argumentierte, es gebe eine natürliche Arbeitslosenquote. Versuche der Regierung, die Arbeitslosigkeit auf ein Niveau unterhalb dieser natürlichen Quote zu senken, würden zu Inflation führen. Außerdem stellte er dar, dass die Phillips-Kurve auf lange Sicht vertikal auf der natürlichen Quote der Arbeitslosigkeit sei. Daher führe anhaltendes Deficit spending auf Dauer zu einer Stagflation. Friedman befürwortete den Monetarismus, der eine genaue Kontrolle der Geldmenge durch die Notenbank fordert, um Inflation zu verhindern. Seine Ideen bezüglich Geldpolitik, Steuern, Privatisierung und Deregulierung waren einflussreich, besonders in den 1980er Jahren. Seine Geldtheorie beeinflusste das Verhalten der Federal Reserve während der Weltfinanzkrise von 2008.
Friedman war als Berater für den US-Präsidenten Ronald Reagan und für die britische Premierministerin Margaret Thatcher tätig. Er selbst hob die Abschaffung der Wehrpflicht in den Vereinigten Staaten als seine größte politische Leistung hervor. Friedman, der sich als klassischen Liberalen betrachtete, zeigte besonders die Vorteile eines freien Marktes und die Nachteile staatlicher Eingriffe auf. Seine Grundhaltung kommt in seinem Bestseller Kapitalismus und Freiheit (1962) zum Ausdruck. Darin forderte er die Minimierung der Rolle des Staates, um politische und gesellschaftliche Freiheit zu fördern. In seiner Fernsehserie Chancen, die ich meine (eng. Free to Choose), die PBS im Jahre 1980 sendete, erklärte Friedman die Funktionsweisen des freien Marktes und unterstrich besonders, dass andere wirtschaftliche Systeme die sozialen und politischen Probleme einer Gesellschaft nicht adäquat lösen könnten. Friedman vertrat eine liberale Haltung hinsichtlich Drogen und Prostitution und forderte eine Liberalisierung des Urheberrechts.
Zu Friedmans Werk zählen Monografien, Bücher, wissenschaftliche Arbeiten und Publikationen, Kolumnen, Fernsehserien und Vorlesungen, die ein breites Feld an ökonomischen und politischen Themen abdecken. Seine Werke hatten weltweiten Einfluss, besonders in den ehemals sozialistischen Ländern. Eine Umfrage unter Ökonomen befand Friedman als den zweiteinflussreichsten Ökonomen des 20. Jahrhunderts, vor ihm nur John Maynard Keynes. The Economist bezeichnete Friedman als den einflussreichsten Ökonomen der zweiten Hälfte und vielleicht des gesamten 20. Jahrhunderts.

## Leben

### Kindheit und Studienzeit

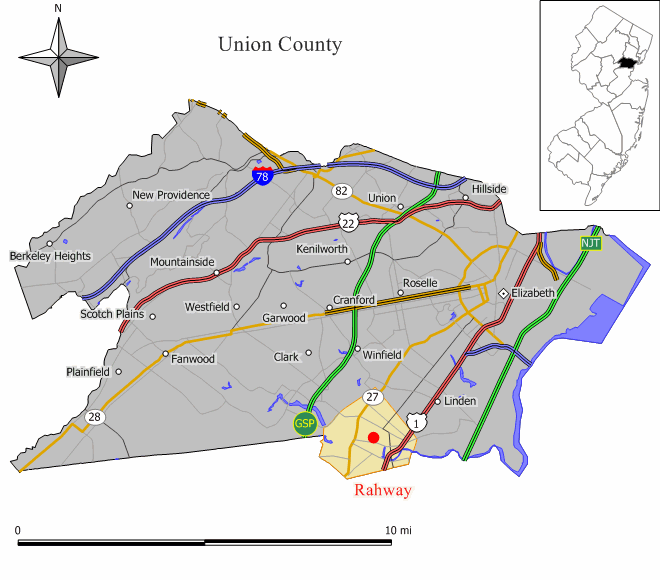
Rahway, New Jersey

Friedman wurde in Brooklyn, New York City, am 31. Juli 1912 geboren. Seine Eltern, Sára Ethel (geborene Landau) und Jenő Saul Friedman, waren jüdische Immigranten aus Beregszász in der Karpatenukraine, in der heutigen Ukraine, im damaligen Königreich Ungarn der Österreichisch-Ungarischen Monarchie. Beide arbeiteten als Kurzwarenhändler. Kurz vor seiner Geburt zog die Familie nach Rahway, New Jersey, um.
In seinen Jugendjahren wurde Friedman bei einem Autounfall verletzt, wobei eine Narbe an seiner Oberlippe zurückblieb. 1928 schloss er kurz vor seinem 16. Geburtstag die High School ab und begann ein Studium in Mathematik und Ökonomie an der Rutgers University in New Jersey. Zu seinen akademischen Lehrern zählten Arthur F. Burns und Homer Jones, die ihn davon überzeugten, dass die moderne Ökonomie dabei helfen könne, die Great Depression zu beenden.
Friedman schloss sein Studium 1932 mit dem Bachelor of Arts ab und plante zunächst eine Karriere als Aktuar. Allerdings erhielt er Angebote für Graduiertenstipendien, eines für Mathematik an der Brown University und ein anderes für Ökonomie an der University of Chicago. Friedman entschied sich für Chicago und erlangte 1933 den Abschluss als Master of Arts. In Chicago wurde er stark beeinflusst von Ökonomen wie Jacob Viner, Frank Knight und Henry Simons. In Chicago traf er auf seine spätere Ehefrau Rose Director, welche ebenfalls Ökonomie studierte.
Während des akademischen Jahres 1933–1934 hatte er ein Fellowship an der Columbia University, wo er Statistik bei Harold Hotelling hörte. 1934 war er zurück in Chicago, wo er als Forschungsassistent für Henry Schultz arbeitete. Im selben Jahr entstand eine lebenslange Freundschaft mit George Stigler und W. Allen Wallis.

### Öffentlicher Dienst

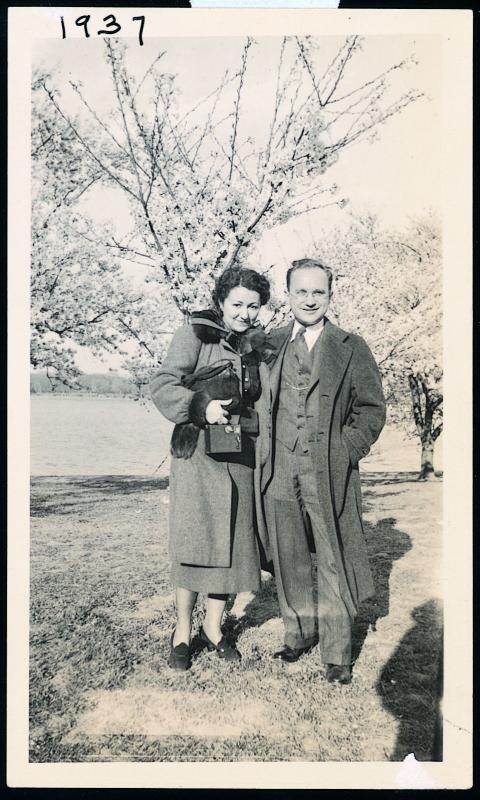
Milton und seine Frau Rose Friedman

Friedman konnte in der Folgezeit keine Anstellung an der Universität finden. 1935 folgte er seinem Freund W. Allen Wallis nach Washington, D.C., wo er durch Franklin D. Roosevelts New Deal eine Anstellung fand. Damals betrachtete Friedman New-Deal-Programme wie die Works Progress Administration (WPA), Civilian Conservation Corps (CCC) und Public Works Administration (PWA) als angemessene politische Reaktion zur Bekämpfung der Arbeitslosigkeit während der großen Depression. Allerdings kritisierte er die Lohn- und Preiskontrollen, welche durch die National Recovery Administration und die Agricultural Adjustment Administration durchgesetzt wurden.
1935 begann er für das National Resources Planning Board zu arbeiten, eine Behörde, welche zu der Zeit an einer großen Umfrage zum Konsumverhalten von Verbrauchern forschte. Einige dieser Ideen fanden sich in seinem späteren Text Theory of the Consumption Function wieder. Er assistierte Simon Kuznets in dessen Forschung zu Erwerbseinkommen. Aus dieser Kooperation entstand die gemeinsam publizierte Arbeit Incomes from Independent Professional Practice, wo die Konzepte des permanenten und vorübergehenden Einkommens eingeführt wurden. Das Buch stellt die Hypothese auf, dass Berufsbeschränkungen wie ein Meisterzwang (englisch professional licensing) das Angebot an Dienstleistungen verringern und somit die Preise für Konsumenten erhöhen. Diese Überlegungen stellen eine wichtige Komponente der Hypothese permanenter Einkommen dar, welche Friedman in den 1950er Jahren ausarbeitete.
1938 heiratete er die Ökonomin Rose Director. Eine gemeinsame Tochter wurde 1943 geboren, ihr Sohn David 1945, der später Rechtswissenschaftler wurde.
1940 erhielt Friedman eine Anstellung als Assistenzprofessor für Ökonomie an der University of Wisconsin–Madison. Dort machte er allerdings Erfahrungen mit Antisemitismus in der Fakultät, weshalb er 1941 wieder in den öffentlichen Dienst zurückkehrte.
Im Jahre 1943 ging er an die Division for War Research der Columbia University, wo er überwiegend zu mathematischer Statistik, Waffendesign und Militärtaktik forschte. Zwischen 1943 und 1945 arbeitete er außerdem im Finanzministerium der Vereinigten Staaten, wo er als Pressesprecher eine keynesianische Steuerpolitik befürwortete. Außerdem half er dabei, das amerikanische System der Lohnsteuer (payroll withholding tax) zu entwickeln, da die Bundesregierung Einnahmen zur Finanzierung des Krieges benötigte.

### Akademische Karriere

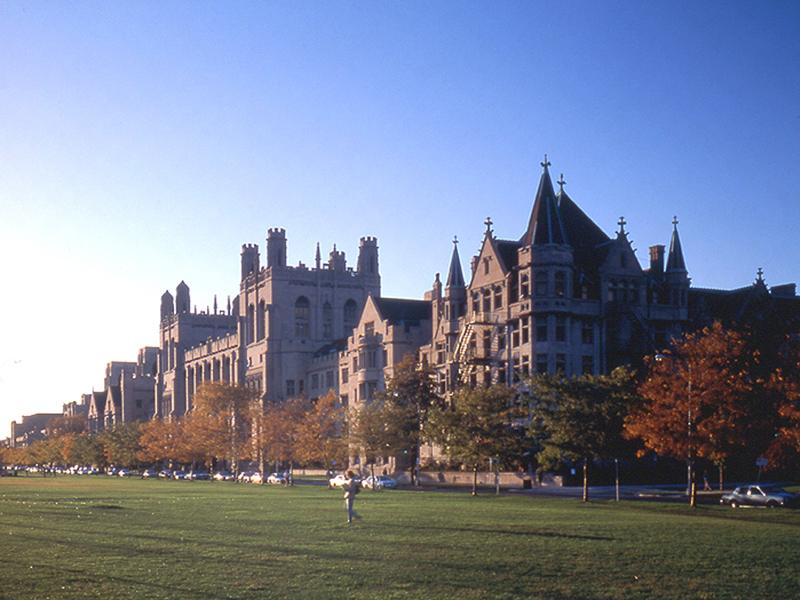
Friedman lehrte 30 Jahre an der University of Chicago

Friedmans gemeinsam mit Simon Kuznets verfasste Dissertation trägt den Titel Income from Independent Professional Practice und thematisiert die ökonomische Situation von Angehörigen freier Berufe. Er stellte sie 1940 fertig, reichte sie 1945 ein und wurde 1946 promoviert.
1946 begann Milton Friedman seine Lehrtätigkeit an der University of Chicago, die er 30 Jahre ausübte. Die Stelle wurde frei, da einer von Friedmans früheren Lehrern Jacob Viner einen Ruf an die Princeton University erhielt. In dieser Zeit bildete sich die Bezeichnung Chicagoer Schule für eine Forschungsgemeinschaft heraus, die im Laufe der Jahre einige Träger des Alfred-Nobel-Gedächtnispreises für Wirtschaftswissenschaften hervorbrachte.
Friedman nahm im April 1947 am Gründungstreffen der Mont Pelerin Society (MPS) teil. Friedrich von Hayek hatte ihn und 35 weitere dem Liberalismus nahestehende Gelehrte – Wirtschaftswissenschaftler sowie Philosophen, Historiker und Politiker – eingeladen. Von 1970 bis 1972 war Friedman Präsident der MPS.
Friedman verbrachte das akademische Jahr 1954–1955 als Fulbright Visiting Fellow am Gonville and Caius College, Cambridge. Zur damaligen Zeit war die Fakultät für Ökonomie geteilt in eine keynesianische Mehrheit (z. B. Joan Robinson und Richard Kahn) und eine antikeynesianische Minderheit (Dennis Robertson). Friedman spekulierte, dass er die Einladung für das Fellowship erhielt, weil seine Ansichten inakzeptabel für beide Fraktionen waren.
In den 1950er Jahren beschäftigte er sich mit der Lehre der Nachfragepolitik von John Maynard Keynes. Seine Auseinandersetzung mit Keynes mündete in dem 1957 bei Princeton University Press erschienenen Buch A Theory of the Consumption Function. Dieses stellte traditionelle keynesianische Annahmen über Haushalte in Frage. Es analysierte das Verhältnis von aggregiertem Konsum, aggregierter Sparrate und aggregiertem Einkommen. Keynes nahm an, dass Haushalte ihre Konsumausgaben in Beziehung zu ihren Einkommensniveaus setzen würden. Friedman führte den Begriff des permanenten Einkommens ein, welches den Durchschnitt des Einkommens eines Haushaltes über mehrere Jahre darstellte. Dies steht im engen Zusammenhang mit Friedmans Hypothese permanenter Einkommen. Die Arbeit veränderte die Weise, wie Ökonomen die Konsumfunktion interpretieren, und beförderte die Idee, dass Haushalte ihre Konsumentscheidungen nicht nur von ihrem gegenwärtigen Einkommen abhängig machen. Stattdessen würden diese von gegenwärtigen und zukünftig erwarteten Einkommensniveaus abhängig gemacht. Außerdem lieferte Friedmans Theorie Vorhersagen bezüglich des Phänomens der Konsumglättung, welche im Gegensatz zu Keynes marginaler Konsumquote steht.
1957 wurde Friedman in die American Philosophical Society gewählt, 1959 in die American Academy of Arts and Sciences und 1973 in die National Academy of Sciences. In den 1970er Jahren trat seine angebotsorientierte Wirtschaftstheorie in Konkurrenz zum Modell des Keynesianismus. Laut Gerhard Willke war Friedman zusammen mit Friedrich von Hayek „Wegbereiter und Meisterdenker des neoliberalen Projekts“, eines wirtschaftspolitischen Projekts zur Verwirklichung von mehr Markt, mehr Wettbewerb und mehr individueller Freiheit. Friedman selbst bezeichnete sich jedoch nicht als Neoliberalen.
Als sein Hauptwerk gilt das 1963 erschienene A Monetary History of the United States, 1867–1960, das er mit der Ökonomin Anna Schwartz verfasste. Darin beschrieb Friedman die großen Auswirkungen von Geldmengenänderungen auf Konjunkturzyklen und bestritt damit die keynesianische Erklärung der Weltwirtschaftskrise. Diese ist nach Friedman nicht auf die Instabilität des privaten Sektors, sondern auf die Geldmengenreduktion des Federal Reserve System zurückzuführen. In der Folgezeit wurde Friedman durch populärwissenschaftliche Abhandlungen, insbesondere durch das 1963 erschienene Buch Kapitalismus und Freiheit, einem breiten Publikum bekannt. Zudem war er in den 1960er/1970er Jahren als Kolumnist für das Magazin Newsweek tätig. Im Jahr 1967 stand Friedman zudem der American Economic Association als gewählter Präsident vor. In den 1980er Jahren gestaltete Friedman zusammen mit seiner Frau mehrere Fernsehsendungen über wirtschaftliche Themen (Titel Free to Choose).
Friedman war auch an politischen Entscheidungen beteiligt. So schaffte die US-Regierung unter Präsident Nixon 1971 nach dem Zusammenbruch des Bretton-Woods-Systems auf seinen Rat hin den festen Wechselkurs des US-Dollar gegenüber anderen Währungen ab. Die von Friedman vorausgesagte konjunkturstabilisierende Wirkung stellte sich bald ein.

### Pension

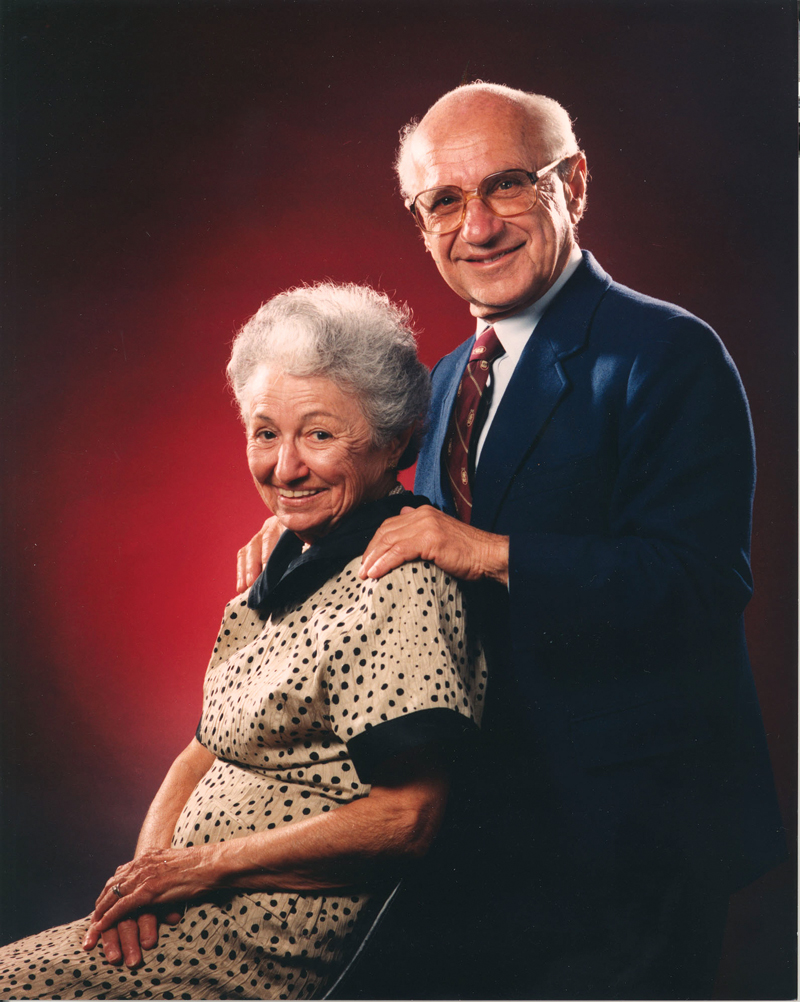
Milton und Rose Friedman

Friedman wurde 1977 im Alter von 65 Jahren pensioniert, nachdem er 30 Jahre an der University of Chicago gelehrt hatte. Seine Frau Rose und er zogen nach San Francisco, wo er als Gastdozent an der Federal Reserve Bank of San Francisco tätig war. Außerdem arbeitete er mit der Hoover Institution an der Stanford University zusammen. Im selben Jahr wurde er vom Free To Choose Network kontaktiert und gefragt, ob er eine Fernsehserie über seine ökonomischen und sozialphilosophischen Ideen produzieren wolle.
Die Friedmans arbeiteten mehr als drei Jahre an dem Projekt, und 1980 wurde die zehnteilige Serie Free to Choose durch den Public Broadcasting Service (PBS) ausgestrahlt. Das Begleitbuch, welches von Milton und Rose Friedman gemeinsam geschrieben wurde und ebenfalls den Titel Free to Choose trägt, war der Nr.-1-Bestseller unter den Sachbüchern des Jahres 1980 und wurde seitdem in 14 Sprachen übersetzt.
Friedman arbeitete außerdem als inoffizieller Berater für Ronald Reagan während dessen Wahlkampf um die Präsidentschaft der Vereinigten Staaten von Amerika. Nach Reagans Wahl wurde er Mitglied des President’s Economic Policy Advisory Board. Im Jahre 1988 erhielt Friedman die National Medal of Science, und Reagan verlieh ihm die Presidential Medal of Freedom.
Einem 2007 erschienenen Artikel im Magazine Commentary zufolge waren Friedmans Eltern moderate Juden, aber seine persönliche Religiosität fand nach einer stark religiösen Phase seiner Kindheit ein Ende. Er bezeichnete sich selbst als Agnostiker. Friedman schrieb ausführlich über seine Lebenserfahrungen, besonders in seinen 1998 erschienenen Memoiren Two Lucky People, die er zusammen mit seiner Frau Rose publizierte.
Noch bis ins hohe Alter äußerte sich Friedman zum aktuellen Wirtschaftsgeschehen. So spekulierte er z. B. 1999 bei der Einführung des Euro, dass diese die nächste globale Rezession auseinanderreißen werde.
Friedman starb am 16. November 2006 in seinem Haus in San Francisco an Herzversagen. Während dieser Zeit arbeitete er immer noch als Ökonom. Seine letzte Kolumne im Wall Street Journal wurde einen Tag nach seinem Tod publiziert.

## Werk

### Wissenschaft

#### Monetarismus
Friedman bedeutendster wissenschaftlicher Beitrag besteht darin, die Geldmenge als die entscheidende Stellgröße im Wirtschaftsablauf und in der Geldpolitik rehabilitiert zu haben. Der Monetarismus besagt, dass Veränderungen der Geldmenge kurzfristig einen großen Einfluss auf das Nationaleinkommen einer Volkswirtschaft haben und langfristig das Preisniveau d. h. die Inflationsrate regulieren. Das Ziel der Geldpolitik muss daher sein, die Veränderung der Geldmenge zu steuern, um Inflation zu verhindern. Der Monetarismus bezeichnet dabei eine ökonomische Sichtweise, die eng mit der modernen Quantitätstheorie verbunden ist. Die Ursprünge der Theorie lassen sich bis weit vor Friedman zurückverfolgen, aber er hat ihre moderne Form popularisiert und verbreitet. Friedman selbst prägte dazu den Slogan: “Money matters” (deutsch: „Es kommt auf die Geldmenge an“)

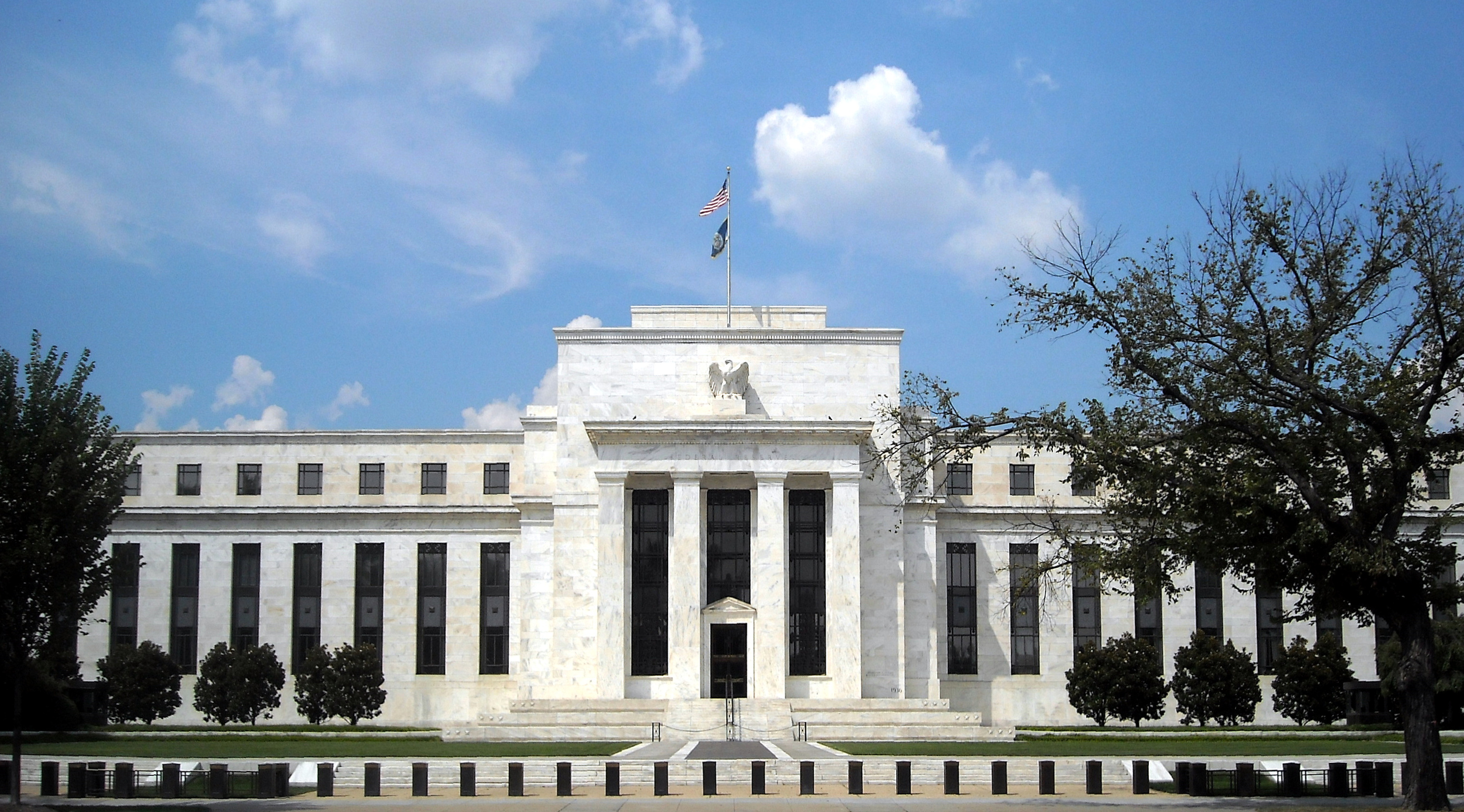
Hauptsitz der amerikanischen FED: Marriner S. Eccles Federal Reserve Board Building

Besonders in seinem mit Anna Schwartz 1963 publizierten Buch A Monetary History of the United States, 1867–1960 versucht er die Beziehung zwischen der Geldmenge und der Wirtschaftsaktivität in den USA herzustellen. Eines der wesentlichen Resultate ihrer Forschung ist das Primat der Geldmenge vor Investitionen und Staatsausgaben bei der Bestimmung von Konsum und Produktion. Die empirische und theoretische Arbeit von Friedman sollte zeigen, dass sich eine Änderung der Geldmenge kurzfristig auf die Produktion, aber längerfristig in erster Linie auf das Preisniveau auswirkt. Dabei wurden auch die Effekte der Geldpolitik der amerikanischen Zentralbank Federal Reserve (FED) untersucht.
Friedman war der Ansicht, dass es eine enge und stabile Verbindung zwischen der Ausweitung der Geldmenge und der Inflationsrate gibt.

“Inflation is always and everywhere a monetary phenomenon.”

„Inflation ist immer und überall ein monetäres Phänomen.“

Friedman wandte sich mit diesem Zitat gegen eine Vielzahl von Argumenten, die besagten, dass Inflation ein Resultat von Kostendruck oder Erhöhungen der Löhne oder des Ölpreises wären. Stattdessen sei Inflation immer ein Effekt einer zu großen Ausweitung der Geldmenge.
Er sah die wesentliche Funktion der Notenbank in der Steuerung der Geldmenge. In Krisenzeiten müsse die Notenbank eine Ausweitung der Geldmenge vornehmen, um deflationäre Tendenzen und Arbeitslosigkeit zu verhindern. A Monetary History of the United States zeigt dies am Verhalten der Federal Reserve während der Great Depression, die Friedman wesentlich für den schweren und langen Verlauf der Wirtschaftskrise verantwortlich macht. Denn die FED erhöhte während der Wirtschaftskrise die Zinsen, was zu einer Verringerung der Geldmenge führte.

“The Fed was largely responsible for converting what might have been a garden-variety recession, although perhaps a fairly severe one, into a major catastrophe. Instead of using its powers to offset the depression, it presided over a decline in the quantity of money by one-third from 1929 to 1933 […]”

„Die FED war größtenteils dafür verantwortlich, eine Wald- und Wiesenrezession, wenn auch eine sehr schwere, in eine große Katastrophe zu verwandeln. Anstatt ihre Macht zu nutzen, war sie zwischen 1929–1933 verantwortlich für einen Rückgang der Geldmenge um ein Drittel […]“

Das Kapitel zur Great Depression wurde 2002 als ein eigenes Buch publiziert. Der damalige FED-Chef Ben Bernanke gestand Friedman und Schwartz in einer Rede zu, mit ihrer Analyse Recht zu haben, und versicherte, dass die Notenbank in Zukunft anders handeln würde.
Friedman führte in einem Aufsatz 1969 über ein Gedankenexperiment die Idee des Helikoptergeldes zur Bekämpfung von schweren Rezessionen ein.

#### Devisenmärkte
Friedman argumentierte für ein Ende der staatlichen Devisenmarktinterventionen und plädierte für ein System frei schwankender Wechselkurse.

#### Konsumfunktion
Friedman war außerdem bekannt für seine Arbeiten zur Konsumfunktion, besonders für seine Hypothese permanenter Einkommen. Er bezeichnete sie selbst als seine beste wissenschaftliche Arbeit. Die Arbeit ist eng verbunden mit der Theorie rationaler Erwartungen. Die Hypothese besagt, dass rationale Konsumenten einen proportionalen Anteil dessen ausgeben würden, was sie als ihr permanentes Einkommen sehen. Marktlagengewinn würden gespart werden. Gleiches gilt für Steuersenkungen, da rationale Konsumenten vorhersagen werden, dass die Steuern später wieder erhöht werden müssen, um die öffentlichen Haushalte wieder auszugleichen.

#### Arbeitslosigkeit
Weiterhin hat Friedman zur Arbeitslosigkeit und zur Phillips-Kurve gearbeitet. Friedmans Theorie der natürlichen Arbeitslosenquote postuliert für jede Volkswirtschaft eine „natural rate of unemployment“, welche durch die institutionellen Gegebenheiten determiniert sei: friktionelle und strukturelle Faktoren sowie Unvollkommenheiten des Marktes wie Informationsmängel, Mobilitätshemmnisse, Anpassungskosten und demografischer Wandel. Langfristig lasse sich die Quote der natürlichen Arbeitslosigkeit indes durch Strukturreformen reduzieren. Im Idealfall, also in einem vollkommenen Markt, betrage sie null.
Friedman argumentierte, dass die natürliche Arbeitslosenquote direkt aus der Phillips-Kurve hergeleitet werden kann. Diese prognostiziert, dass Löhne zu steigen beginnen, wenn die Arbeitslosigkeit gering sei. Friedman argumentierte, dass Inflation dasselbe wie Lohnerhöhungen sei, und zeigte, dass der Staat durch expansive Nachfragepolitik die Arbeitslosigkeit nicht langfristig senken könne.

#### Mietpreisbindung

Mikroökonomisches Modell für Mietpreisbindungen: Ein Höchstpreis unterhalb des Marktpreises (p*) führt zu einem Nachfrageüberschuss (Knappheit), da mehr Wohnraum nachgefragt (q2), als angeboten wird (q1).

1946 wiesen Milton Friedman und George Stigler darauf hin, dass Mietpreisbindungen ein ungeeignetes Instrument zur Schaffung von bezahlbarem Wohnraum seien. Mietpreisbindungen würden wie alle Preiskontrollen zu Mangel und Knappheit führen. Vermieter würden ihre Mietwohnungen in Eigentumswohnungen umwandeln, um weiterhin den Marktpreis zu erhalten. Somit sinke das Angebot weiter ab.
Außerdem komme es zu Koordinationsproblemen, da Mieter in mietpreisgebundenen Wohnungen keinen Anreiz hätten, diese zu verlassen, wenn sich ihre Wohnungsbedürfnisse verändern. Diese Fehlallokation könne dazu führen, dass Haushalte ohne Kinder weiterhin in Wohnungen für Familien leben und junge Familien in kleinen Studios zusammengepfercht würden, was eine ineffiziente Allokation darstellt.

#### Friedman-Doktrin
Friedman hat auf dem Gebiet der Geschäftsethik gearbeitet. Er argumentierte, dass die Hauptverantwortung eines Unternehmens bei seinen Aktionären liege. Die Eigentümer seien die einzige Gruppe, für die das Unternehmen sozial verantwortlich sei. Daher sollten Firmen die Aktionärsrendite maximieren.
Friedman fasste die Doktrin in den griffigen Slogan: „The Business of Business is Business.“
Friedman argumentiert in dem Aufsatz, dass Manager aus geschäftlichen Gründen zur Führung eines Unternehmens eingestellt werden. Daher ist es nicht ihre Aufgabe, soziale Zwecke zu unterstützen. Denn wann immer ein Manager Geld ausgibt, ist es das Geld anderer Leute: Entweder das Geld der Eigentümer, der Mitarbeiter oder der Kunden. Diese Gruppen sollen nach Friedman für soziale Zwecke spenden, wenn sie dies wünschen, nicht die Manager.
Die Friedman-Doktrin wurde durch einen einflussreichen Aufsatz von William Meckling und Michael Jensen unterstützt. Die Autoren legen dort eine quantitative ökonomische Begründung für die Friedman-Doktrin vor.
Die Friedman-Doktrin hat einen großen Einfluss auf die Geschäftswelt.

#### Erkenntnistheorie
Friedman hat einen Beitrag zur Erkenntnistheorie seiner Disziplin geliefert. In seinem 1953 erschienenen Aufsatz The Methodology of Positive Economics setzte er sich mit dem logischen Empirismus von Paul Samuelson auseinander, welcher die damalige Ökonomie dominierte. Friedman plädierte dabei für eine instrumentalistische Position, d. h. er ist der Auffassung, dass wissenschaftliche Theorien geschaffen werden, um Probleme der Ökonomie zu lösen. Folglich stellt sich nicht die Frage nach dem Realismus der Annahmen, auf denen sie beruhen: Theorien sind Instrumente. Sie müssen daher nicht auf „wahren“ oder „realistischen“ Hypothesen beruhen, die sich aus einer Beobachtung der Realität ergeben, solange es ihnen gelingt, Vorhersagen zu treffen. Für Friedman ist daher die Kritik am mangelnden Realismus der Gründungspostulate der Ökonomie, wie die Rationalität der Akteure, insofern irrelevant, da nur der instrumentelle Wert dieser Hypothesen von Bedeutung ist. Das heißt, wenn sie die Grundlage von Theorien mit genauen Vorhersagen sind, ist ihre Verwendung gerechtfertigt.
Diese Position stellt die methodologische Grundlage der Chicago School dar.

### Öffentlicher Intellektueller

#### Kapitalismus und Freiheit
Als Vertreter des ökonomischen Liberalismus stand die Freiheit des Einzelnen im Zentrum der Argumentation Friedmans. Er hielt die freie Wahl des Einzelnen für nutzbringender als staatliche Regelungen. Daher unterstützte er eine Reduktion der Staatsquote, freie Wechselkurse, den Wegfall staatlicher Handelsbeschränkungen, die Aufhebung der Zugangsbeschränkungen zu bestimmten Berufsgruppen und eine Reduktion staatlicher Fürsorge. Friedman stellte auch die Luxusguthypothese des Geldes auf.
Die Aufgaben des Staates beschrieb er folgendermaßen:

„Ein Staat, der Recht und Ordnung aufrechterhielte, Eigentumsrechte definierte, als Medium diente, durch welches wir Eigentumsrechte und andere Regeln des ökonomischen Spiels ändern könnten, Streitigkeiten über die Interpretation der Regeln entschiede, die Erfüllung von Verträgen durchsetzte, den Wettbewerb förderte, eine Währungsverfassung bereitstellte, Aktivitäten entfaltete, um technischen Monopolen entgegenzuwirken und solche Nachbarschaftseffekte zu bewältigen, die weithin als hinreichend erachtet werden, um staatliche Intervention zu rechtfertigen, und der private Wohltätigkeit ergänzte wie die Familie bei dem Bemühen, den Unmündigen, ob geistig Behinderten oder Kind zu schützen – solch ein Staat hätte eindeutig wichtige Funktionen zu erfüllen.“

Murray Rothbard kommt in dem 1971 veröffentlichten Aufsatz Milton Friedman Unraveled zu dem Schluss, dass es schwierig sei, Friedman als Vertreter der freien Marktwirtschaft anzusehen.

#### Chancen, die ich meine
In dem Werk von Rose und Milton Friedman Chancen, die ich meine (1980) bezeichnet er den Wohlfahrtsstaat und die Inflation als die größten Feinde der Wirtschaft.
Für Friedman ist der Wohlfahrtsstaat ein Betrug an den Leuten, die noch arbeiten und Steuern zahlen. Hierzu zeigte er die Methoden auf, in welcher Art und Weise Geld ausgegeben wird:
1. eigenes Geld für sich selbst ausgeben, zum Beispiel beim Einkaufen im Schuhladen
2. eigenes Geld für andere ausgeben, was vor allem zu Weihnachten geschieht
3. anderer Leute Geld für sich selbst ausgeben, indem man auf Kosten der Firma speist oder mit dem Taxi fährt
4. anderer Leute Geld für andere ausgeben, was vornehmlich der Wohlfahrtsstaat macht

Für ihn gibt es ein klares Gefälle zwischen den Methoden von eins nach vier. Die Leichtfertigkeit, mit der der Mensch mit Geld umgeht, nehme von eins bis vier eindeutig zu. Für Friedman sind die Methoden drei und vier der Grund für die Inflation und die Ursache für den Verfall der westlichen Industrienationen. Mit der Behauptung, die Armen zu unterstützen, ziehe der Sozialstaat mit seiner mächtigen Wohlfahrts-Bürokratie dem Mann im Büro und an der Werkbank das Geld aus der Tasche. Teile man aber den Betrag, der bis kurz vor 1980 in den USA zur Bekämpfung der Armut ausgegeben wurde, durch die Zahl der Menschen, die nach amtlicher Statistik bedürftig sind, dann müsste das Einkommen dieser Bedürftigen eineinhalb- bis zweimal so groß sein wie das durchschnittliche Einkommen der Bevölkerung. In Wirklichkeit bliebe für die Bedürftigen wenig übrig. Denn das Geld werde vor allem für die Bürokratie und Personalkosten verwendet.

## Politische Positionen

### Geldpolitik
Friedman war der Ansicht, dass der Staat eine Rolle im Geldsystem zu spielen habe. Jedoch kritisierte er das Federal Reserve System, dem Friedman eine schlechte Leistung attestierte, und war der Ansicht, dass die FED in ihrer derzeitigen Form abgeschafft werden sollte. Er kritisierte die Notenbankpolitik sogar während des Volcker shock, der als monetaristisch bezeichnet wurde. Letztlich sollte die FED durch ein Computerprogramm ersetzt werden. Dabei würde der Computer automatisch Wertpapiere kaufen und verkaufen in Reaktion auf Veränderungen der Geldmenge. Dadurch sollte menschliches Fehlverhalten ausgeschaltet werden.
Außerdem schlug er vor, die Geldmenge um einen vorher festgelegten Betrag steigen zu lassen. Dies wurde auch als Friedmans k-Prozent-Regel bekannt.

### Wechselkurse
Friedman war ein großer Befürworter frei schwankender Wechselkurse während der gesamten Bretton-Woods-Periode. Er argumentierte, dass frei schwankende Wechselkurse Zahlungsbilanz-Krisen verhindern könnten. Außerdem seien Devisenmarktinterventionen eine unerwünschte Form von staatlichen Markteingriffen.

### Handelspolitik
Friedman war ein entschiedener Befürworter des globalen Freihandels. Er forderte, dass die Vereinigten Staaten alle Importzölle abschaffen. Denn dies würde den amerikanischen Konsumenten zugutekommen und gleichzeitig vielen ärmeren Ländern ermöglichen, durch Handel Wohlstand zu schaffen.

### Bildungspolitik
Friedman setzte sich für eine freie Schulwahl der Eltern ein. In seinem 1955 erschienenen Artikel The Role of Government in Education schlug er vor, das staatliche Schulsystem um private Schulen zu ergänzen. Diese sollten jedoch über ein System von Bildungsgutscheinen staatlich finanziert werden. Dadurch sollten auch finanzschwache Eltern in der Lage sein, ihre Kinder auf die besten Schulen zu schicken. Zugleich sollte zwischen den Schulen ein Wettbewerb um die besten Konzepte und Ideen entstehen.

### Außenpolitik
Sein Biograph Larry Ebenstein stellte fest, dass sich Friedmans Ansichten im Laufe der Jahre von einer Position des Interventionismus hin zu einer vorsichtigeren Außenpolitik wandelten. Er unterstützte die Teilnahme der USA am Zweiten Weltkrieg und die harte Politik gegen den Kommunismus, wurde aber im Laufe der Jahre gemäßigter. Später war er ein Gegner des Golfkriegs und des Irakkriegs.

### Demokratie
Friedman war ursprünglich der Ansicht, dass Kapitalismus und Demokratie einander bedingten. 1988 sagte Friedman jedoch:
»Eine Sache, die mich sehr beunruhigt, ist, dass ich zwar glaube, dass eine relativ freie Wirtschaft eine notwendige Voraussetzung für eine demokratische Gesellschaft ist; ich glaube aber auch, dass es Beweise dafür gibt, dass eine demokratische Gesellschaft, wenn sie einmal etabliert ist, eine freie Wirtschaft zerstört.«
Er führte Hongkong als Beispiel an: »Es besteht kaum ein Zweifel daran, dass wenn es in Hongkong politische Freiheit gäbe, viel weniger wirtschaftliche und bürgerliche Freiheit bestünden als unter einer autoritären Regierung.«

### Wehrdienst
Friedman war Befürworter einer Freiwilligenarmee. Für ihn war eine Wehrpflicht unvereinbar mit einer freien Gesellschaft. In seinem Buch Kapitalismus und Freiheit argumentierte er, dass die Wehrpflicht unfair und willkürlich sei und verhindere, dass junge Männer ihr Leben nach ihren eigenen Vorstellungen gestalten können. Während der Nixon-Regierung saß er einem Komitee vor, das eine Umwandlung der US-Streitkräfte in eine Freiwilligenarmee untersuchte. Später würde Friedman die Abschaffung der Wehrpflicht in den USA als seine größte politische Leistung bezeichnen. Jedoch war er der Ansicht, dass die Einführung der Wehrpflicht zu Kriegszeiten gerechtfertigt sein könnte.

### Republikanische Partei

Friedman wird 1988 die Presidential Medal of Freedom von Ronald Reagan verliehen

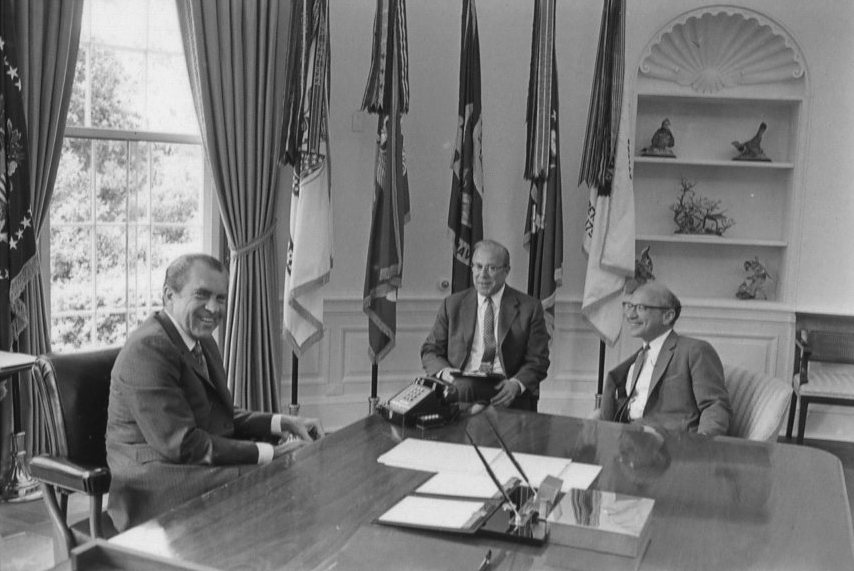
Friedman und Nixon

Friedman war ein Berater und Redenschreiber im Wahlkampfteam von Barry Goldwater 1964. Später arbeitete er als Berater für den damaligen Gouverneur von Kalifornien Ronald Reagan. Außerdem engagierte er sich in Reagans Wahlkampfteam. Ab 1981 war Friedman Mitglied von Präsident Reagans Economic Policy Advisory Board. 1988 erhielt er die Presidential Medal of Freedom und die National Medal of Science. Er sagte, dass seine politische Philosophie zwar die des Libertarismus sei, er sich aber aus Gründen der Einfachheit als Republikaner bezeichne. Auch sagte er, dass man ihn als klassischen Liberalen bezeichnen könne, aber letztlich seien diese Labels unwichtig, denn was für ihn zähle, sei, dass Menschen über seine Ideen nachdachten.

### Staatliche Monopole
Friedman unterstützte, dass der Staat bestimmte öffentliche Güter bereitstellen sollte, sofern private Unternehmen dazu nicht in der Lage seien. Allerdings argumentierte er, dass viele Güter, die gegenwärtig durch den Staat bereitgestellt würden, sehr viel besser durch privaten Wettbewerb generiert werden könnten. Außerdem sollte es bei öffentlichen Gütern kein staatliches Monopol geben, was einen Wettbewerb durch private Akteure verhindere. Er schrieb dazu in Kapitalismus und Freiheit:

“There is no way to justify our present public monopoly of the post office. It may be argued that the carrying of mail is a technical monopoly and that a government monopoly is the least of evils. Along these lines, one could perhaps justify a government post office, but not the present law, which makes it illegal for anybody else to carry the mail. If the delivery of mail is a technical monopoly, no one else will be able to succeed in competition with the government. If it is not, there is no reason why the government should be engaged in it. The only way to find out is to leave other people free to enter.”

„Es gibt keine Rechtfertigung für das gegenwärtige Monopol der Briefzustellung durch das Postamt. Es könnte argumentiert werden, dass das Zustellen von Briefen ein natürliches Monopol ist und das staatliche Monopol daher das geringste Übel darstellt. Über diese Argumentationslinie könnte man vielleicht die Existenz des US-Postamtes rechtfertigen, aber keinesfalls das gegenwärtige Gesetz, welches es jedem anderen verbietet, Briefe zuzustellen. Wenn die Briefzustellung ein natürliches Monopol ist, dann wird es niemandem gelingen, mit dem Postamt zu konkurrieren. Wenn nicht, so gibt es keinen Grund, warum der Staat dort operieren sollte. Die einzige Möglichkeit, es herauszufinden, besteht darin, anderen Leuten die Möglichkeit zum Markteintritt zu geben.“

### Wohlfahrtsstaat

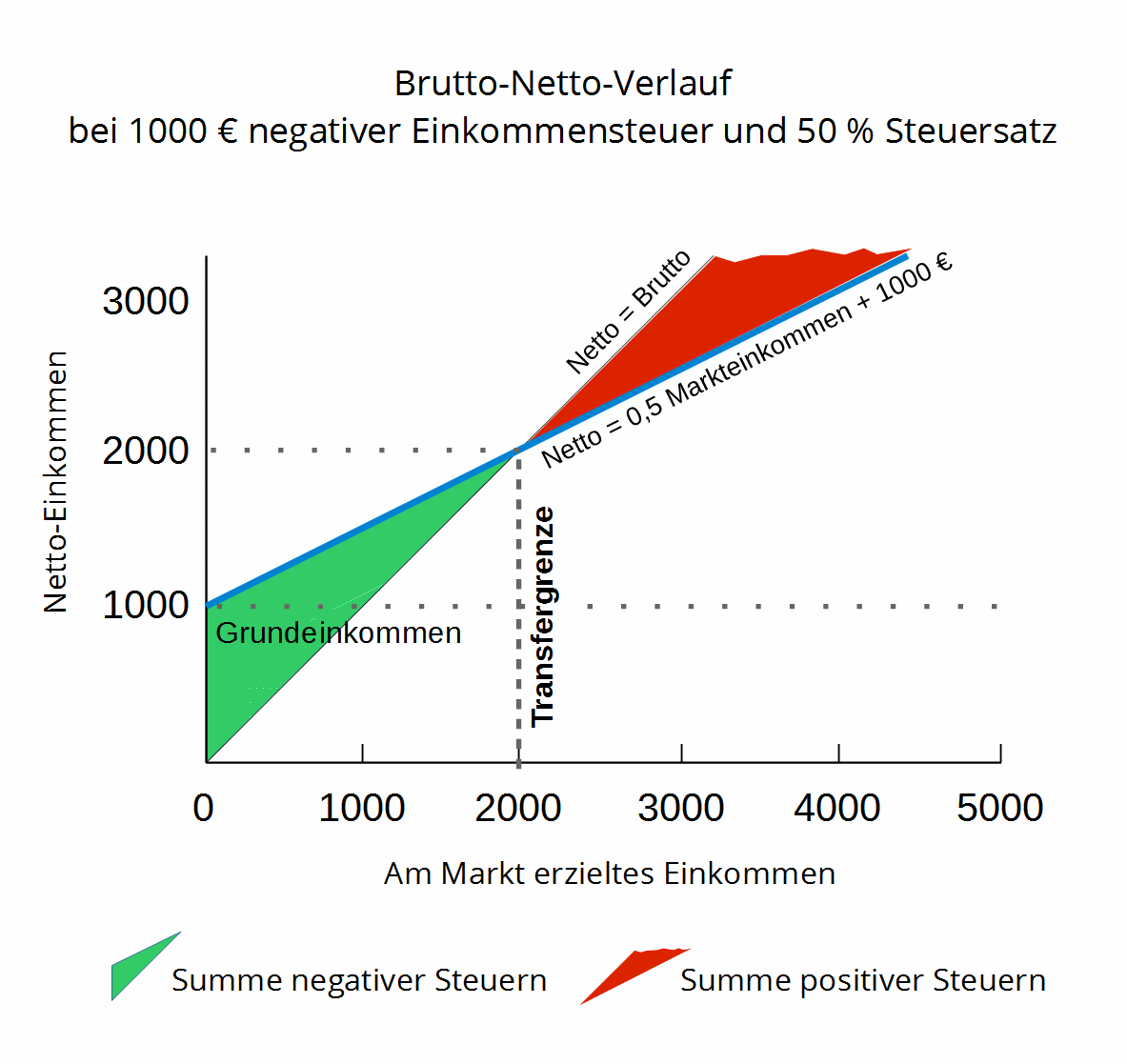
Beispiel einer negativen Einkommenssteuer für einen Single: Nettoeinkommen = 0,5 Markteinkommen + 1000 €

1962 kritisierte Friedman die amerikanische Sozialversicherung Social Security dafür, zu staatlicher Abhängigkeit und Unselbstständigkeit der Empfänger zu führen. Er argumentierte, dass vor allem der Kapitalismus in den letzten 200 Jahren zu einer Verringerung der Armut geführt habe. Außerdem führte er die große Aktivität an privaten Wohltätigkeitsorganisationen an, die Armen sehr viel besser und effizienter helfen könnten als die staatliche Bürokratie.
Friedman argumentierte weiterhin für die Einführung einer negativen Einkommenssteuer. Danach würde das Finanzamt einen Schwellenwert für Erwerbseinkommen festlegen, oberhalb dessen Steuern zu bezahlen sind und unterhalb dessen ein Anspruch auf einen Zuschuss besteht. Anders gesagt, würde jedem Steuerpflichtigen, dessen Einkommenssteuerschuld unter einem festzulegenden Minimum liegt, ein gewisser Prozentsatz der Differenz ohne weitere Prüfungen überwiesen werden. Jedem Bürger würde so ein Existenzminimum gesichert. Gleichzeitig werden Anreize geschaffen, um durch eigene Anstrengungen der Armutsfalle zu entkommen. Arbeit und Erfolg sind somit steuerlich bevorteilt. Friedman argumentiert, dass ein solches System effizienter und fairer wäre. Außerdem würde es sehr viel weniger kosten als das gegenwärtige soziale Sicherungsnetz.

### Drogenpolitik
Friedman forderte seit den 1970ern das Ende des amerikanischen War on Drugs und der Drogenprohibition im Allgemeinen, die er sowohl aus politischen, ökonomischen und vor allem auch moralischen Gründen ablehnte. Dementsprechend befürwortete er die Entkriminalisierung der Drogenkonsumenten und die Legalisierung aller Drogen. Des Weiteren hielt er den Drogenkrieg einerseits für aussichtslos und die Prohibitionspolitik in vielerlei Hinsicht für kontraproduktiv, andererseits sei es auch nicht Sache des Staates dem freien Bürger hinsichtlich seines Konsumverhaltens Vorschriften zu machen, sofern er dadurch nicht zur Gefahr für andere wird. Folglich sollte der Drogen- genau so legal sein wie der Alkoholkonsum, während ebenso analog das Fahren unter Drogeneinfluss weiterhin unter Strafe zu stellen sei.
Wirtschaftspolitisch kritisierte er die Prohibitionspolitik dahingehend, dass sie erst einen Markt schaffe, in dem mit kriminellen Methoden Monopole oder Kartelle geschaffen werden, die den „Drogenbossen“ unter anderem durch das Preisdiktat viel Macht gebe. Diese durch die staatliche Prohibitionspolitik entstandenen kriminellen Strukturen verantworteten unter anderem jährlich etwa 10.000 Morde in Amerika und führten zu billigeren, aber oft besonders gefährlichen neuen Drogen wie Crack. Dabei sei besonders absurd, dass durch den exzessiven Kampf gegen das vergleichsweise wenig schädliche Marihuana und die daraus resultierende Verteuerung, weit gefährlichere Substanzen erst an Attraktivität und Bedeutung gewännen. Dadurch werde der Staat seiner Verantwortung günstige Rahmenbedingungen für Gesundheit und Sicherheit der Bürger zu schaffen nicht nur nicht gerecht, sondern er gefährde Gesundheit und Sicherheit der Bürger in mancherlei Hinsicht und erheblichem Maße.
2005 unterzeichnete Friedman einen offenen Brief mit mehr als 500 Ökonomen, in welchem auf den ökonomischen Nutzen einer Legalisierung von Marihuana hingewiesen wurde.

### Sexuelle und reproduktive Selbstbestimmung
Friedman war ein entschiedener Befürworter der Rechte von Homosexuellen. Außerdem vertrat er das individuelle Recht einer Frau auf einen Schwangerschaftsabbruch. Im Kontext seiner freiheitlichen Grundprägung unterstützte er die Liberalisierung der Prostitution.

### Immigration
Friedman befürwortete Immigration, denn diese habe sehr positive Auswirkungen auf die US-Wirtschaft und andere Volkswirtschaften gehabt. Historisch sei die sehr liberale Einwanderungspolitik mitverantwortlich für den rasanten wirtschaftlichen Aufstieg der Vereinigten Staaten gewesen. Friedman forderte eine komplette Öffnung der Grenzen, denn dies würde zu einem sehr großen Wohlstandsgewinn und Wirtschaftswachstum führen. Jedoch sah er in den gegenwärtigen Wohlfahrtsstaaten das größte Hindernis zum Erreichen dieses Ziels. Denn ein Sozialstaat sei inkompatibel mit offenen Grenzen und freier, legaler Migration. Die gegenwärtigen Migrationsgesetze würden nur zu einer Zunahme der illegalen Migration führen, da diese ohne weiteres kompatibel mit einem sozialen Sicherungsnetz sei. Denn die illegalen Migranten sind von dem jeweiligen Sicherungsnetz des Sozialstaates ausgeschlossen.

“No arbitrary obstacles should prevent people from achieving those positions for which their talents fit them and which their values lead them to seek. Not birth, nationality, color, religion, sex, nor any other irrelevant characteristic should determine the opportunities that are open to a person — only his abilities.”

„Keine willkürlichen Hürden sollten Menschen davon abhalten, diejenigen Positionen anzustreben, die ihre Talente erlauben und ihre Werte sie führen. Weder soziale Herkunft, Nationalität, Hautfarbe, Religion, Geschlecht noch irgendeine andere Charakteristik sollte einen Einfluss auf die Möglichkeiten haben, die einem Menschen offenstehen – nur seine Fähigkeiten.“

### Urheberrecht
Friedman setzte sich für eine Liberalisierung des Urheberrechts ein. Er war gegen den Copyright Term Extension Act und unterstützte mehrere Petitionen zu Urheberrechtsverfahren vor dem Supreme Court. Friedman bezeichnete seine Opposition gegen das Gesetz als völlig offensichtlich (“a no-brainer”).

## Ehrungen und Preise

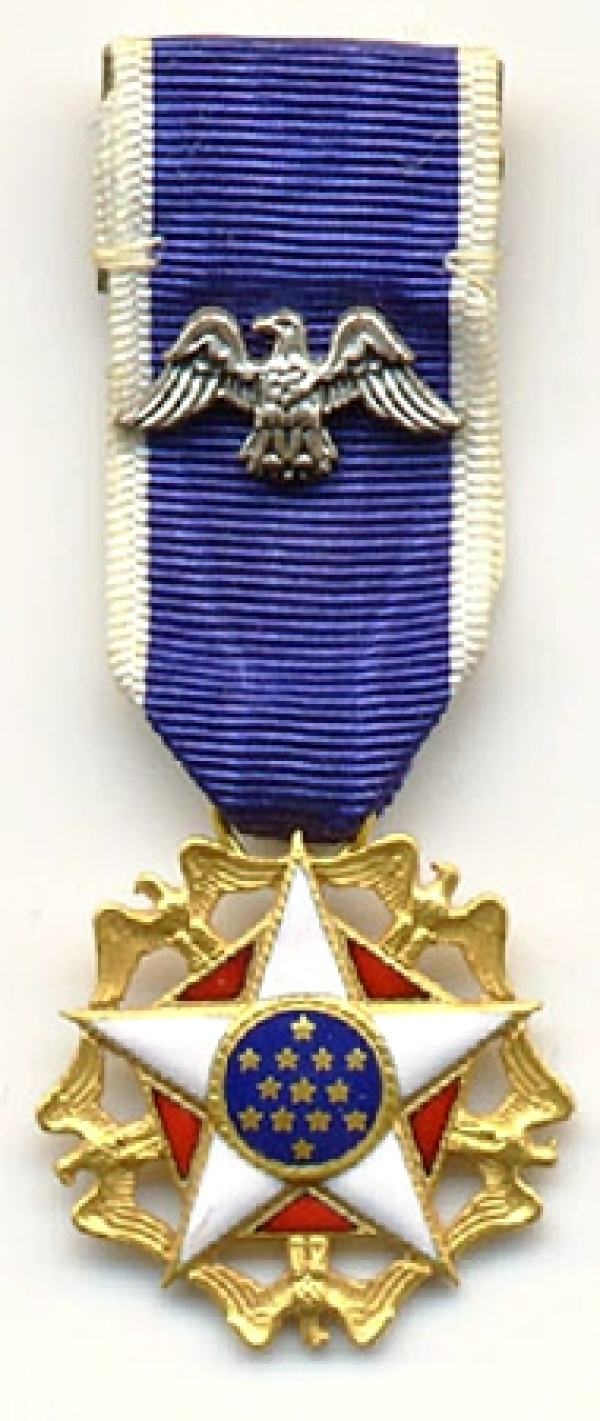
Presidential Medal of Freedom

Milton Friedman erhielt zahlreiche Auszeichnungen für seine Arbeit: 1951 die John Bates Clark Medal, eine Auszeichnung, die alle zwei Jahre einen amerikanischen Ökonomen unter vierzig Jahren auszeichnet, der einen bedeutenden Beitrag zum Verständnis der Ökonomie geleistet hat. 1976 folgte der Alfred-Nobel-Gedächtnispreis für Wirtschaftswissenschaften für seine Arbeiten zur Analyse des Konsums, der Geschichte und der Theorie des Geldes und für seine Demonstration der Komplexität der Stabilitätspolitik. 1988 erhielt Friedman die Presidential Medal of Freedom und im selben Jahr die National Medal of Science.
Der langjährige FED-Vorsitzende Alan Greenspan führte in einer Laudatio für Milton Friedman aus, dass „es sehr wenige Menschen gibt, deren Ideen originell genug sind, um die Richtung einer Zivilisation zu ändern. Milton Friedman war einer von ihnen.“
Das Cato-Institut stiftete mit Friedmans Zustimmung im Jahre 2001 einen Milton Friedman Prize. Er wird alle zwei Jahre an eine Persönlichkeit verliehen, die die Idee der Freiheit in der Welt verbreitet hat. Zu den Preisträgern gehören der britische Ökonom Peter Thomas Bauer (2002), der peruanische Ökonom Hernando de Soto (2004) und der ehemalige estnische Premierminister Mart Laar (2006).
Der 29. Januar 2007 wurde vom damaligen Gouverneur von Kalifornien Arnold Schwarzenegger zum Milton Friedman Day ausgerufen, um dessen Errungenschaften sowie seinen Einfluss auf die zeitgenössische Wirtschaftswissenschaft und Politik zu ehren.
Nach Friedmans Tod nannte ihn der Harvard-Präsident Lawrence Summers “The Great Liberator” und sagte: „[…] jeder ehrliche Demokrat wird zugeben, dass wir jetzt alle Friedmaniten (Friedmanites) sind.“ Er sagte, Friedmans großer Beitrag zum allgemeinen Verständnis bestehe darin, „die Menschen davon überzeugt zu haben, wie wichtig es ist, freie Märkte operieren zu lassen“.
Friedman erhielt zahlreiche Ehrendoktortitel, darunter 1968 einen von der Rutgers University, der Hebräischen Universität Jerusalem im Jahr 1977, der Francisco-Marroquin University im Jahr 1978, der Harvard University im Jahr 1979 und der Graduate School of Economics in Prag im Jahr 1997.

## Einfluss

### Chile

Emblem der Päpstlichen Katholischen Universität von Chile. Friedmans Lehre übte dort einen sehr starken intellektuellen Einfluss aus.

Im Jahre 1975, zwei Jahre nach dem Militärputsch durch Augusto Pinochet, der die Regierung von Salvador Allende ablöste, erlebte Chile eine schwere Wirtschaftskrise. Friedman und Arnold Harberger wurden von einer privaten Stiftung eingeladen, nach Chile zu reisen und dort über die Vorzüge und Prinzipien der Freiheit zu sprechen. Sie verbrachten sieben Tage in Chile und gaben unter anderem Vorlesungen an der Päpstlichen Katholischen Universität von Chile sowie der Universidad de Chile. Eine der Vorlesungen trug den Titel The Fragility of Freedom, und Friedman zufolge war das Thema der Vorlesung die Bedrohung von Freiheit durch eine zentralisierte Militärregierung.
In einem am 21. April 1975 an Pinochet geschriebenen Brief benannte Friedman klar die ökonomischen Probleme Chiles, nämlich die hohe Inflation und die durch sozialistische Elemente behinderte Marktwirtschaft. Er führte aus, dass es nur einen Weg gebe, die ökonomischen Probleme Chiles zu lösen: Einerseits müsse die Ausweitung der Geldmenge drastisch reduziert und andererseits das Defizit durch eine Reduktion der Staatsausgaben vermindert werden. Das Ziel sei dabei, den privaten Sektor und die marktwirtschaftlichen Kräfte zu stärken. In Bezug darauf, wie schnell die Inflation beendet werden sollte, war Friedman der Ansicht, dass für Chile, wo die Inflation bei 10 bis 20 % pro Monat lag, ein Gradualismus keine Option sei. Dies wäre eine derart schmerzhafte Operation über einen sehr langen Zeitraum, dass der Patient sie wohl nicht überleben würde. Die Wahl einer Anpassung in kurzer Zeit, dafür mit einer höheren Arbeitslosigkeit, sei das geringere Übel. Denn die Erfahrungen Deutschlands, Brasiliens und der Nachkriegsanpassung in den USA würden für eine solche Schockbehandlung sprechen. In dem Brief empfahl Friedman, die Schockbehandlung mit einem Wirtschaftspaket zur Beseitigung der Überraschung und zur Linderung akuter wirtschaftlicher Leiden zu verbinden. Er führte einen Mustervorschlag von acht monetären und steuerlichen Maßnahmen auf, darunter die Beseitigung von so vielen Markthemmnissen wie möglich, welche gegenwärtig den privaten Markt behindern würden. Zum Beispiel sei das derzeitige Gesetz gegen die Entlassung von Arbeitnehmern auszusetzen. Sein Brief enthielt ebenfalls die Feststellung, dass eine Kürzung der Ausgaben zur Verringerung des Haushaltsdefizits zu einer geringeren Übergangsarbeitslosigkeit führen würde als eine Erhöhung der Steuern. Friedman schloss seinen Brief, indem er erklärte, dass ein solches Schockprogramm die Inflation in wenigen Monaten beenden könne.
Sergio de Castro Spikula, ein ehemaliger Student an der University of Chicago, wurde 1975 Finanzminister des Landes. Während seiner sechsjährigen Amtszeit nahmen die Auslandsinvestitionen zu, Streiks und Gewerkschaften wurden eingeschränkt, und das BIP stieg jährlich. Viele andere Alumni der University of Chicago wurden während und nach den Pinochet-Jahren auf Regierungsposten ernannt, andere verbreiteten Friedmans Ideen an chilenischen Universitäten. Sie erlangten Bekanntheit unter der Bezeichnung Chicago Boys.
Friedman kritisierte damals weder Pinochets Diktatur noch die bereits bekannten Attentate, illegalen Inhaftierungen, Folterungen oder anderen Menschenrechtsverletzungen. 1976 verteidigte Friedman seine inoffizielle Beraterposition damit, dass er es nicht als unethisch für einen Ökonomen betrachte, der chilenischen Regierung technische ökonomische Ratschläge zur Lösung einer Wirtschaftskrise zu erteilen. Genauso wenig, wie er es für unethisch halten würde, wenn ein Arzt in einer medizinischen Krise der chilenischen Regierung Ratschläge erteilen würde.
Friedman verteidigte seine Tätigkeit in Chile mit der Begründung, dass seiner Ansicht nach die chilenische Politik des freien Marktes nicht nur die wirtschaftliche Lage Chiles verbesserte, sondern auch zur Besserung des Pinochet-Regimes und zum möglichen Übergang zu einer demokratischen Regierung im Jahr 1990 beitrug. Diese Idee findet sich bereits in Friedmans Buch Kapitalismus und Freiheit, wo er erklärte, dass wirtschaftliche Freiheit nicht nur an sich wünschenswert, sondern auch eine notwendige Voraussetzung für politische Freiheit sei. In seiner Dokumentarserie Free to Choose aus dem Jahr 1980 sagte er folgendes:

“Chile is not a politically free system, and I do not condone the system. But the people there are freer than the people in Communist societies because government plays a smaller role. […] The conditions of the people in the past few years has been getting better and not worse. They would be still better to get rid of the junta and to be able to have a free democratic system.”

„Chile ist kein politisch freies System, und ich kann das System nicht gutheißen. Aber die Menschen dort sind freier als die Menschen in kommunistischen Gesellschaften, weil die Regierung eine geringere Rolle spielt. […] Die Bedingungen der Menschen haben sich in den letzten Jahren verbessert und nicht verschlechtert. Es wäre aber immer noch besser, die Junta loszuwerden und ein freies demokratisches System zu haben.“

1984 erklärte Friedman, dass er nie aufgehört habe, das politische System in Chile zu kritisieren. 1991 sagte er, dass er nichts Gutes über das Pinochet-Regime zu sagen habe. „Es war ein schreckliches politisches Regime.“ Das wahre Wunder Chiles sei nicht, wie gut es wirtschaftlich funktioniert habe; das wahre Wunder Chiles sei, dass die Militär-Junta bereit gewesen sei, gegen ihre Grundsätze zu verstoßen und ein System des freien Marktes zu unterstützen, das von Anhängern eines freien Marktes entworfen wurde. In Chile führte das Streben nach politischer Freiheit, das durch wirtschaftliche Freiheit und den daraus resultierenden wirtschaftlichen Erfolg hervorgerufen wurde, letztendlich zu einem Referendum, das die politische Demokratie einführte. Jetzt habe Chile endlich alle drei Freiheiten: politische Freiheit, menschliche Freiheit und wirtschaftliche Freiheit. Chile werde weiterhin ein interessantes Experiment sein, um zu sehen, ob es alle drei behalten könne oder ob es jetzt, da es politische Freiheit hat, die politische Freiheit dazu verwenden werde, die wirtschaftliche Freiheit zu zerstören oder zu verringern. Er betonte, dass die Vorträge, die er in Chile hielt, dieselben waren, die er später in China und anderen sozialistischen Staaten hielt.
Im PBS-Dokumentarfilm The Commanding Heights aus dem Jahr 2000 (basierend auf dem Buch) argumentierte Friedman weiterhin, dass freie Märkte [Pinochets] politische Zentralisierung und politische Kontrolle untergraben hätten. Außerdem missachte die Kritik an seiner Rolle in Chile seine Hauptthese, nämlich dass freiere Märkte zu freieren Menschen führen würden.

### Island
Friedman besuchte Island im Herbst 1984, traf sich mit führenden Persönlichkeiten des Landes und hielt an der Universität Island einen Vortrag über die „Tyrannei des Status quo“. Er nahm am 31. August 1984 an einer Fernsehdebatte mit sozialistischen Intellektuellen teil, darunter Ólafur Ragnar Grímsson, dem späteren Präsidenten von Island.
Als seine Diskussionspartner kritisierten, dass für den Besuch seiner Vorlesung eine Gebühr erhoben wurde, im Gegensatz zu früheren, kostenfreien Gastvorträgen, entgegnete Friedman, dass keine Vorlesung in einem echten Sinne „kostenlos“ sei. Es entstünden immer Aufwendungen, die entweder von den Teilnehmern oder von Dritten getragen werden müssten. Er hielt es für gerechter, dass die tatsächlichen Zuhörer für die Kosten aufkommen. Dabei verwies er auf das ökonomische Prinzip TANSTAAFL („There Ain’t No Such Thing As A Free Lunch“). Zudem stellte er klar, dass er selbst keine Vergütung für seinen Vortrag erhalten habe.

### Vereinigtes Königreich
Nach 1950 wurde Friedman häufig zu Vorträgen nach Großbritannien eingeladen, und in den 1970er Jahren hatten seine Ideen in konservativen Kreisen breite Beachtung gefunden. Zum Beispiel war er regelmäßiger Redner am Institute of Economic Affairs (IEA), einem libertären, britischen Think Tank. Die konservative Politikerin Margaret Thatcher verfolgte die Vorlesungen und Ideen der IEA genau und traf dort 1978 Friedman.
Nachdem Margaret Thatcher 1979 an die Macht gekommen war, war sie mit einer hohen Inflation konfrontiert: Von 1974 bis 1981 lag diese jedes Jahr bei über 10 %, außer 1978. Margaret Thatcher war allerdings stärker von den Ideen Friedrich August von Hayeks beeinflusst und ging gegen die Inflation durch eine von ihm empfohlene Politik vor. Die Zinssätze wurden von 12 % auf 17 % erhöht, was zu einem starken Rückgang der Inflation führte. Die Inflationsraten stiegen Ende der 1980er Jahre erneut an, hauptsächlich unter dem Einfluss von Veränderungen auf dem Immobilienmarkt. Friedmans Gedanken waren nur eine der Inspirationen dieser Thatcherschen Politik. Sie erwähnt ihn zwar in ihren Memoiren, gibt allerdings zu, dass Hayeks Ideen einen viel wichtigeren Teil der Entwicklung ihres Denkens ausmachten. Friedman beeinflusste jedoch einige von Thatchers direkten Beratern wie Keith Joseph, die graue Eminenz des Thatcherismus, der Thatcher verschiedene monetaristische Ideen vorstellte. Friedman selbst schätzte Margaret Thatcher sehr. Die beiden trafen sich während Thatchers Regierungszeit sehr wenig, aber Margaret Thatcher huldigte Friedman bei seinem Tod und pries ihn als Freiheitskämpfer.

### Vereinigte Staaten von Amerika

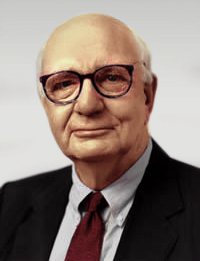
Paul Volcker, Vorsitzender der FED von 1979 bis 1987

In einem allgemeinen Kontext der konservativen Revolution beteiligte sich Milton Friedman an der Wiederbelebung der republikanischen Bewegung und der liberalen Ideen. Er unterstützte sehr früh die 1978 in Kalifornien verabschiedete Volksinitiative „Proposition 13“, die darauf abzielte, die Steuerlast zu begrenzen. Er beriet Ronald Reagan in dessen Präsidentschaftswahlkampf und während seiner beiden Amtszeiten. Zum Teil aufgrund dieses Einflusses kam die von Reagan umgesetzte Wirtschaftspolitik den von Friedman vertretenen Ideen nahe. Die Reaganomics beruhten auf einer Verringerung des Gewichts des Staates, einem Rückgang der Spitzensteuersätze, der Deregulierung der Wirtschaft und einer monetaristischen Politik zur Verringerung der Inflation. Die erheblichen Steuersenkungen, die insbesondere von Ronald Reagan durch den Economic Recovery Tax Act von 1981 veranlasst wurden, sind Friedmans Einfluss zu verdanken, aber auch dem von Robert Mundell und Arthur Laffer.

Ronald Reagan spricht zur amerikanischen Bevölkerung aus dem Oval Office über die Gesetzgebung zur Steuersenkung

Sein Einfluss war im geldpolitischen Bereich ebenfalls stark zu spüren: Als Paul Volcker am 6. August 1979 an die Spitze der FED kam, war er mit einer Stagflation konfrontiert, einer Mischung aus wirtschaftlicher Stagnation und hoher Inflation. Der Preisindex stieg in diesem Jahr um 11,3 % und im folgenden Jahr um 13,5 %. Trotz starker Opposition von verschiedenen Einflussgruppen, wie den Landwirten, verfolgte Volcker erfolgreich eine monetaristische Politik zur Verringerung des Wachstums der Geldmenge, die zu einer Verringerung der Inflation führte: 6,2 % im Jahr 1982 und 3,2 % im Jahr 1983. Die Kosten für eine nachhaltige Rückkehr zum Wachstum waren kurzfristig hoch, und die Vereinigten Staaten traten 1982 in eine Rezession ein, jedoch erholte sich die Wirtschaft rasch, und es setzte eine lange Wachstumsphase ein.

## Kritik
Friedman war Mentor einer Gruppe von chilenischen Ökonomen, den nach der Chicagoer Schule benannten Chicago Boys. Diese bestimmten unter der Militär-Diktatur Pinochets in Chile maßgeblich eine neue liberale Wirtschaftsordnung, die auf den Ideen Friedmans aufbaute. Die Tatsache, dass eine Militärdiktatur eine liberale Marktwirtschaft einführte, bezeichnete Friedman später als „Wunder von Chile“. Bei seinem Besuch 1975 in Chile traf Friedman auch kurz mit Pinochet zusammen. Dafür, dass er Pinochet keine Vorwürfe wegen der Diktatur und der Menschenrechtsverletzungen machte, wurde Friedman heftig kritisiert, und es kam zu Protesten anlässlich der Verleihung des Wirtschaftsnobelpreises 1976 an ihn. Orlando Letelier, ein ehemaliger Minister der von Pinochet gestürzten Allende-Regierung, warf Friedman in einem Beitrag für The Nation 1976 Doppelmoral bei seinem Verständnis von „Freiheit“ im Hinblick auf Chile vor. Friedman erklärte später, die Militärdiktatur Pinochets sei ein schreckliches (“terrible”) Regime gewesen. In der Entwicklung Chiles zur Demokratie sah er seine Überzeugung, dass freie Märkte eine freie Gesellschaft hervorbringen, bestätigt. Der Wirtschaftswissenschaftler André Gunder Frank, der selbst an der Universität in Chicago promovierte, kritisiert hingegen, dass das Durchsetzen der von Friedman und seinem Kollegen Arnold Harberger vorgeschlagenen Reformen in Chile erst durch Gewalt und politischen Terror ermöglicht wurde.
In ihrem Buch The Shock Doctrine (Deutsch: Die Schock-Strategie) thematisiert Naomi Klein unter anderem die negativen Folgen der Chicago-Schule-Philosophie auf andere Länder. Als eines von mehreren Beispielen nennt sie ebenfalls Friedmans Einfluss auf die Wirtschaft Chiles unter Pinochet. Die von Friedman empfohlenen Reformen hätten demnach, anders als allgemein angenommen, die Situation für die Mehrzahl der Menschen deutlich verschlechtert.

## Veröffentlichungen
- A Theory of the Consumption Function. 1957, ISBN 0-691-04182-2.
- A Program for Monetary Stability. Fordham University Press, New York 1960.
- Capitalism and Freedom. Chicago University Press, Chicago 1962.
  - Kapitalismus und Freiheit. Seewald, Stuttgart-Degerloch 1971; zuletzt Piper, München/Zürich 2004, ISBN 3-492-23962-5.
- A Monetary History of the United States, 1867–1960. Princeton University Press, Princeton 1963.
- The Optimum Quantity of Money and other Essays. 1969, ISBN 0-202-06030-6.
  - Die optimale Geldmenge und andere Essays. Verlag Moderne Industrie, München 1970, ISBN 3-478-34332-1.
- Price Theory. 1976.
  - Die Theorie der Preise. Verlag Moderne Industrie, München 1977, ISBN 3-478-37070-1.
  - Die Theorie der Preise. ISBN 3-478-37070-1.
- mit Rose Friedman: Free to Choose. 1980, ISBN 0-15-633460-7.
  - Chancen, die ich meine. Ein persönliches Bekenntnis. Ullstein, Berlin/Frankfurt/Wien 1980, ISBN 3-550-07930-3.
- mit Rose Friedman: Two Lucky People. Memoirs. Chicago University Press, Chicago 1998.